# Fort Risban

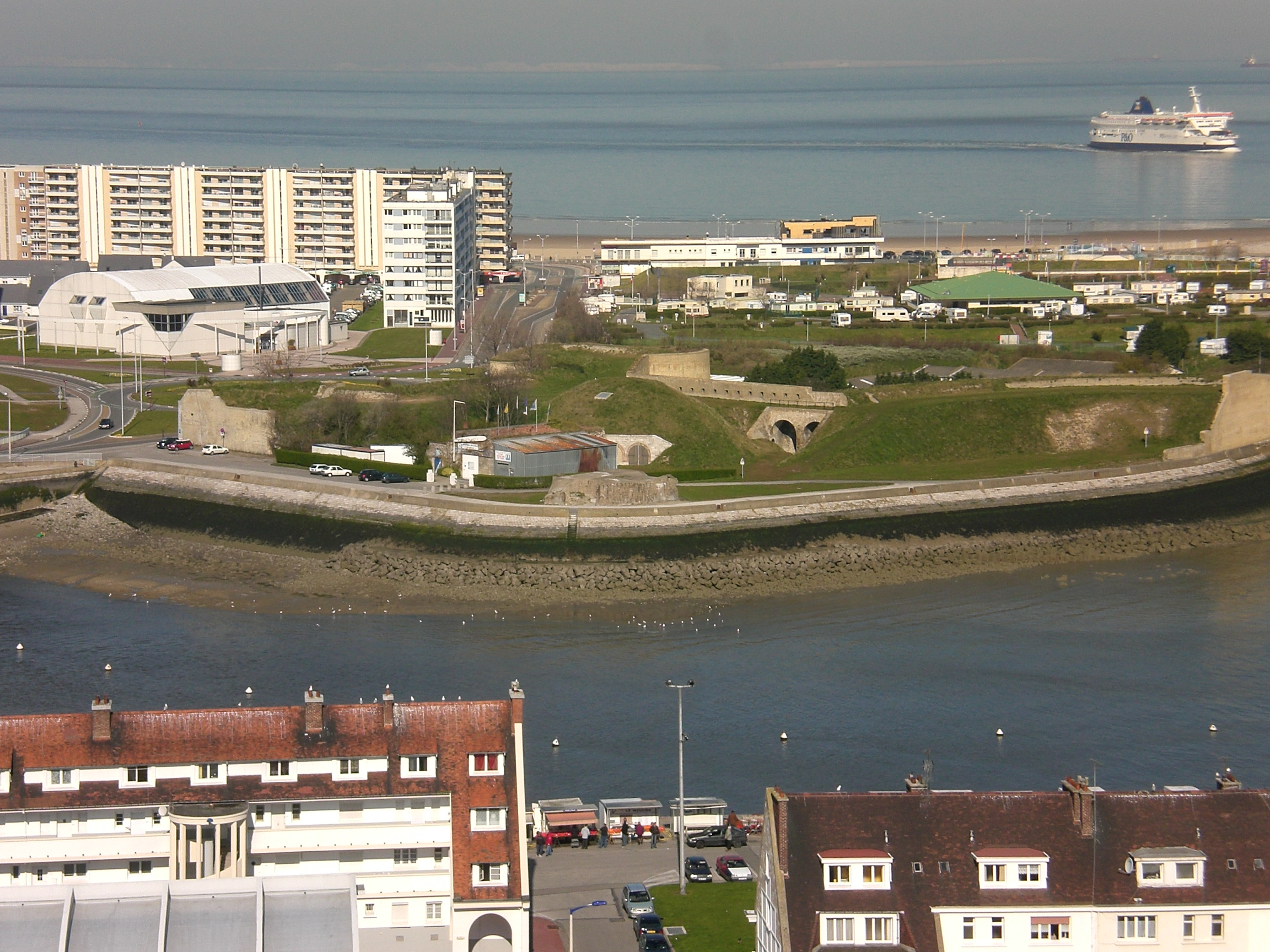
Fort Risban.

Le fort Risban est un fort situé sur l'avenue Raymond Poincaré, à l'entrée du port de Calais, dans le département français du Pas-de-Calais en région Hauts-de-France.
Dans les récits médiévaux anglais, il s'agit de Risbanke ou Risbank . 

## Histoire
L'existence du fort a été mentionnée pour la première fois lorsque Calais a été assiégée par les Anglais en novembre 1346 lors du siège de Calais. Les troupes d'Édouard III, trouvant les défenses de Calais impénétrables, décident d'ériger un petit fort pour empêcher tout approvisionnement d'atteindre la ville par la mer, en vue de faire mourir de faim les habitants. Sous l'occupation anglaise, la tour en bois a été remplacée par une structure en pierre, la Stone Tower, après 1400 rebaptisée Lancaster Tower, un nom souvent donné au fort lui-même. 
Le fort Risban a été utilisé par les forces anglaises jusqu'en 1558, date à laquelle Calais a été repris par la France lors du siège de Calais par le Duc de Croÿ. En 1596, le fort a été capturé par les Pays-Bas espagnols jusqu'en mai 1598, date à laquelle il a été restitué aux Français à la suite du traité de Vervins. Il a été reconstruit en 1640. Vauban, qui a visité le fort quelque temps dans les années 1680, l'a décrit comme « une maison pour les hiboux et un lieu pour célébrer le Sabbat » plutôt qu'une fortification. Au 19e siècle, le Engineers Corps l'a à nouveau modifié. La forteresse maritime a été démantelée en 1908 mais fortifiée à nouveau pendant la Seconde Guerre mondiale, lorsqu'elle a servi d'abri anti-aérien.

### Liens connexes
- Fortifications de Calais
- Citadelle de Calais